# David Pegg

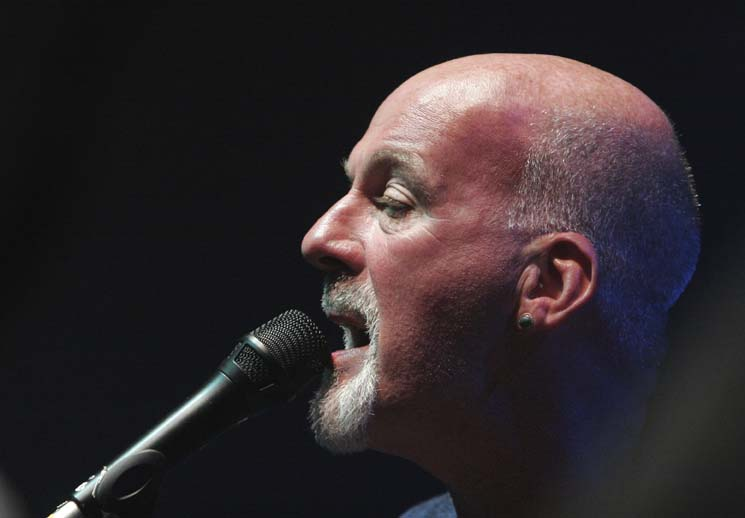
Dave Pegg in 2005

David Pegg (Birmingham, 2 november 1947) is de basgitarist van de Britse folk band Fairport Convention. Tussen 1980 en 1995 speelde hij naast Fairport Convention ook voor de Britse progressieve rockband Jethro Tull.
Hij is de vader van Matthew Pegg, de basgitarist van Procol Harum.
- Gemeinsame Normdatei: 134482050
- International Standard Name Identifier: 0000 0000 5547 1206
- Library of Congress Control Number: n93054951
- MusicBrainz: 58a6aa14-9c27-42d1-8667-859892cb3a29
- Nationale Bibliotheek van Tsjechië: xx0141921
- Nationale Bibliotheek van Israël: 987007319942905171
- Virtual International Authority File: 33670594
- WorldCat: E39PBJgCHpyGMQwfCffXHC7j4q